# Тарасівка (Тячівський район)
Тара́сівка (Терешул) — село в Україні, в Закарпатській області, Тячівському районі. Входить до складу Нересницької сільської громади.
Село було засновано підлеглими родини Долгаї. Його ім'я вперше згадується в 1638 р. Село, можливо, було заселене між 1605 та 1638 роками, оскільки його назва не згадувалася раніше у грамотах.
У другій половині 17 століття воно перейшло у власність родини Bölsei Budai , яка була найбільшим землевласником регіону в цей час.

## Релігія

### храм св. арх. Михайла. 1860 року
Дерев’яна церква за стилем належить до базилічних дерев’яних церков другої половини XIX ст. та першої половини XX ст., що характеризуються певним відступом від традиційної архітектури. Церква не має опасання, вівтарний п’ятигранний зруб вужчий і нижчий за наву. Башту увінчує невисокий конічний шпиль.
Нині зовнішній вигляд церкви зіпсовано: дахи оббито бляхою, стіни довго були вкриті стружковими плитами, а тепер їх поштукатурено. Біля церкви стоїть простої форми дерев’яна каркасна дзвіниця. У церкві зберігається різьблений хрест 1857 р.

### храм св. Юрія. 1991 року
Найдавнішою релігійною пам’яткою присілка є хрест із 1911 р. У 1975 р. заклали новий цвинтар і наступного року збудували там з дерева приміщення для цвинтарних атрибутів та інструментів. Згодом добудували ще одне приміщення і над ним встановили вежу з дзвоном, але спорудження маленької церкви не вдалося приховати. Комуністична влада району збунтувалася і в село вислали кран, щоб зруйнувати споруду. Зусиллями голови села вдалося знайти компроміс: краном зняли лише дзвіницю і вона роками стояла окремо на цвинтарі, а споруду домовилися вважати будинком ритуальних послуг.
У 1989 р. дзвіницю знову поставили на дах. Зруби церкви поштукатурили. Спорудженням церкви займалися Михайло Бердар, Василь Дикун, а своєрідний іконостас із розкішними царськими дверима та жертовник вирізьбив Андрій Сасин з Тарасівки. Біля церкви поставили каркасну дерев’яну дзвіницю з трьома дзвонами. Найдавніший дзвін походить з 1879 р.

### храм св. пр. Іллі. 1934 року
Після переведення Михайлівської греко-католицької церкви в статус православної, дерев’яна православна церква якийсь час служила бібліотекою, а в 1961 р. згоріла.

### Каплиця. 1908 або 1910
За місцевими розповідями, невелику дерев’яну церкву в нижній частині села збудували місцеві майстри Іван Плиска та Іван Фіцай.
У 1979 р. церківцю перенесено на сільський цвинтар, де вона служить капличкою. Споруда має форми, характерні для малих церков у різних частинах Закарпаття: мініатюрну наву і вівтар, маленьку вежу вкриває чотирисхиле шатро, на головному фасаді – ґаночок з чотирма різьбленими стовпчиками.

## Населення

### Мова
Розподіл населення за рідною мовою за даними перепису 2001 року:
| Мова       | Кількість | Відсоток |
| ---------- | --------- | -------- |
| українська | 3062      | 99.84%   |
| російська  | 5         | 0.16%    |
| Усього     | 3067      | 100%     |

## Відомі люди
У селі народилися:
- Іван Парканій (1896–1997) — чехословацький юрист та урядовий службовець, діяч русинської національної орієнтації.
- Надія Дьолог — фехтувальниця на кріслі колісному, параолімпійка, срібна призерка Паралімпіади-2024.

## Туристичні місця
- храм св. пр. Іллі. 1934
- храм св. Юрія. 1991
- храм св. арх. Михайла. 1860 